# 1997年バレーボール男子アフリカ選手権
1997年バレーボール男子アフリカ選手権（1997 Men's African Nations Championship）は、1997年にナイジェリアのラゴスで開催された、アフリカバレーボール連盟主催の第11回バレーボールアフリカ選手権男子大会。
出場国は8カ国。チュニジアが2大会連続6回目の優勝を飾った。

## 最終結果
| 順位 | 国               |
| ---- | ---------------- |
| 1    | チュニジア       |
| 2    | カメルーン       |
| 3    | アルジェリア     |
| 4    | ナイジェリア     |
| 5    | エジプト         |
| 6    | セネガル         |
| 7    | 南アフリカ共和国 |
| 8    | ボツワナ         |